# 군위군의 마을버스
군위군의 마을버스는 대구광역시 군위군을 중심으로 운행하는 대중교통 수단으로, 군위교통이 운행한다.

## 운임
- 2009년 1월 1일 군 내 요금을 단일화하였다.
- 단, 시계외에서는 시계외요금을 부과하여 군위에서 영천시 신녕면으로 갈 경우 5,000원, 구미시 장천면으로 갈 경우 3,000원을 수수하도록 되었다.
- 2023년 7월 1일 군위군이 대구광역시에 편입되어 대구 시내버스 요금으로 전환 및 교통카드제 시행.[1] 동시에 시계외요금을 폐지했다.
- 2023년 7월 27일 대구광역시 면허로 전환
- 2024년 1월 1일 마을버스로 전환

## 군위군 차적의 버스 노선

### 마을버스
| 기·종점   | 행선지                                               |
| --------- | ---------------------------------------------------- |
| 군위 기점 | 군위읍, 소보, 효령, 부계, 우보, 의흥, 삼국유사, 산성 |